# ويس توماس
ويس توماس (بالإنجليزية: Wes Thomas)‏ (23 يناير 1987 في المملكة المتحدة - ) هو لاعب كرة قدم بريطاني في مركز الهجوم. لعب مع برادفورد سيتي وبرمنغهام سيتي وروشدين ودايموندز وسويندون تاون وكوينز بارك رينجرز ونادي بلاكبول ونادي بورتسموث ونادي بورنموث ونادي روذرهام يونايتد ونادي كرولي تاون ونادي فيشر أثليتيك وThurrock F.C. ‏ ونادي تشيلتنهام تاون لكرة القدم وداغنهام وريدبريدج وWalthamstow F.C. ‏ وغرايز أتلاتيك ‏.

## وصلات خارجية
- ويس توماس على موقع قاعدة بيانات كرة القدم.إي يو (الإنجليزية)
- ويس توماس على موقع Soccerbase.com (لاعب) (الإنجليزية)